# Annibale Grisonio
Annibale Grisonio (o Grisoni; Capodistria, 1490 circa – Venezia, dopo il 1559) è stato un presbitero italiano, uno dei primi inquisitori operanti nel territorio della Repubblica di Venezia.

## Biografia

### Origini e formazione
Nacque a Capodistria, allora possedimento della Serenissima, da genitori sconosciuti. Il suo cognome era assai diffuso nella città natale, ma non sembra essere in relazione con i due omonimi Francesco Grisonio parenti del vescovo Pier Paolo Vergerio. È proprio quest'ultimo a darci qualche notizia sulla sua famiglia, assegnandogli due fratelli frati, due sorelle monache e altre due "pizzocchere" (terziarie); è attestato anche un altro fratello, il laico Giovanni Andrea.
Iniziata la carriera ecclesiastica, trascorse gran parte della sua esistenza lontano da Capodistria. Il 19 agosto 1520 risulta a Padova, testimone al conferimento di una laurea; in quel periodo era già sacerdote ma ancora studente. Successivamente, ma la data è ignota, si laureò in utroque iure probabilmente a Padova.
All'inizio degli anni 1530 soggiornò a Roma, divenendo frattanto canonico del duomo di Capodistria. Nel 1534 risulta a Venezia quale esperto di diritto al servizio del nunzio Girolamo Alessandro; ricopriva questo ruolo il 2 giugno, quando sottoscrisse la condanna all'ergastolo per un luterano.

### Vicario di Brescia
Nel 1540 venne nominato dall'amministratore apostolico di Brescia, il cardinale Francesco Corner, vicario generale di quella diocesi. La scelta non fu casuale poiché in quel periodo la città intratteneva importanti legami con la Chiesa di Capodistria: Bartolomeo Assonica, vescovo della città istriana a inizio secolo, era stato anche vicario di Brescia, mentre il suo successore Defendente Valvassori aveva fatto le veci del Corner durante una sua assenza. La carica gli venne confermata tre anni dopo dal nuovo vescovo Andrea Corner, nipote di Francesco.
Poiché i titolari si trovarono sempre lontani dalla loro sede, il Grisonio ebbe il completo controllo della diocesi. Nell'ottobre del 1540 svolse una visita pastorale in quarantun parrocchie. Nel 1541 pubblicò per i confessori una lista di casi in cui l'assoluzione era riservata al vescovo.
Svolse un importantissimo ruolo nella formazione spirituale del suo popolo, in un periodo in cui anche a Brescia si constatavano infiltrazioni protestanti. Si disse disponibile al rinnovamento religioso, purché in pieno accordo con l'autorità vescovile e in conformità con l'ortodossia cattolica.
In questo senso, nel 1544 ospitò il gesuita Giacomo Laínez, invitato a predicare nella cattedrale in occasione della quaresima (ma vi rimase per circa sei mesi, sino ad agosto). Durante il suo soggiorno, avvennero numerose riconciliazioni con la Chiesa e si svolsero roghi di libri eterodossi; fu inoltre fondata una congregazione di dodici sacerdoti per la confessione dei fedeli. Laínez, dal canto suo, lodò l'operato del Grisonio in una lettera del 19 settembre 1544 indirizzata ad Ignazio di Loyola.
Sul fronte del luteranesimo si dimostrò assolutamente intransigente. Sin dall'autunno 1540, durante la visita pastorale, perseguì don Giovanni Fornasini, reo di aver negato il celibato del clero e l'astinenza del venerdì sulla base delle lettere di Paolo. La sua azione si fece più intensa dopo l'istituzione del Sant'Uffizio (1542): Grisonio istituì un tribunale dell'inquisizione nella propria diocesi, ponendo sé stesso alla presidenza e un domenicano quale inquisitore; nel marzo 1543 si svolse il primo processo. Il tribunale suscitò ben presto l'apprensione delle autorità municipali che si rivolsero al governo della Repubblica, il quale intervenne direttamente nell'agosto 1544 quando fu denunciato per eresia il capitano della Valcamonica. Nel marzo dell'anno successivo il Grisonio venne così sostituito da Gian Pietro Ferretti, vescovo di Milo.

### Commissario inquisitoriale in Istria
Si stabilì quindi a Venezia, presso la casa dei teatini annessa alla San Nicola da Tolentino (tanto che egli stesso fu considerato un membro della congregazione). Continuò, comunque, a mantenere solidi legami con i gesuiti, favorito da Andrea Lippomano che era protettore della Compagnia a Venezia: nella primavera del 1548 Ignazio di Loyola intervenne più volte perché gli fosse concesso di concedere l'assoluzione anche per i casi riservati.
Nello stesso periodo iniziarono i contrasti con il vescovo di Capodistria Pier Paolo Vergerio, inviso alla Santa Sede perché si stava avvicinando alle idee protestanti. Il prelato era già molto critico nei suoi confronti poiché, nonostante fosse canonico della sua cattedrale, non aveva mai risieduto nella diocesi. Il 22 dicembre 1548 venne spiccato da Roma un ordine di arresto per Vergerio e, al contempo, Grisonio diventò commissario inquisitoriale per l'Istria con ampissimi poteri.
L'incarico prevedeva di raccogliere prove di accusa contro il vescovo e i suoi seguaci, anche in modo sommario e riservato; poteva assolvere direttamente i pentiti e riferire esclusivamente ai cardinali del Sant'Uffizio. Dal canto suo, il governo della Repubblica di Venezia gli offrì l'appoggio dei propri capitani nella regione, respingendo l'opposizione del consiglio cittadino di Capodistria che lo riteneva non idoneo per le parentele e le relazioni che intratteneva in città.
Prima di iniziare gli interrogatori, tenne due omelie nella cattedrale di Capodistria: nella prima invitava i fedeli a denunciare e a punire duramente i luterani, nella seconda affermò che la carestia che colpiva allora la città andava interpretata come una punizione divina per i peccati degli abitanti eretici.
Durante la sua attività a Capodistria, Grisonio interrogò duecentodieci persone, accusandone ottanta di eresia. Quasi tutto abiurarono e solo due furono arrestati e spediti a Venezia per essere processati. Passato nella vicina Pirano, indagò su cento testimoni e di questi sette confessarono e abiurarono.
Il 18 gennaio 1549 il Consiglio dei dieci ordinò l'arresto di Vergerio, ben prima che Grisonio spedisse a Roma gli indizi raccolti durante le indagini. Ma il vescovo non si fece trovare e il 1º maggio riparò in Svizzera.
Frattanto, il commissario inquisitoriale era passato a Pola. Al termine degli interrogatori, che coinvolsero in tutto ottantuno persone, ventotto furono inquisite e di questi otto abiurarono; alcuni (tra cui tre canonici della cattedrale e il parroco di Dignano) riuscirono a mettersi in fuga.
La sua accanita lotta contro il protestantesimo suscitò tuttavia accese polemiche e all'inizio di maggio dovette interrompere la sua missione. Le critiche sui suoi confronti si protrassero per tutta l'estate successiva, con il capitano Girolamo Calbo (accusato a sua volta di eresia) che lo definì «il più tristo et il più scelarato che produsse mai la natura» e Vergerio che pubblicò a Poschiavo un libro in cui denunciava le persecuzioni condotte dal Grisonio nella sua antica diocesi.

### Gli ultimi incarichi
Viceversa, la Santa Sede fu assai soddisfatta del suo operato e il 20 luglio 1549 lo nominò commissario a Conegliano. In agosto il nunzio apostolico Giovanni Della Casa, da sempre suo sostenitore, lo propose come inquisitore a Brescia e addirittura come vescovo di Lavello, ma la sua iniziativa non ebbe seguito. Nell'ottobre fu inviato a Chioggia per indagare sul vescovo Giacomo Nacchianti che da oltre un anno era accusato di avere posizioni poco ortodosse; verso la fine del mese aveva già inviato a Della Casa una relazione approfondita, ma dopo la morte di papa Paolo III, in novembre, il prelato si recò a Roma per ritrattare, mantenendo così la sua carica.
Negli anni seguenti tornò a vivere a Venezia quale guida spirituale delle agostiniane di santa Giustina e collaborò, in quanto avvocato canonista, con il nuovo nunzio Ludovico Beccadelli. Non abbandonò, tuttavia, i legami con l'Inquisizione, né il suo atteggiamento intransigente e severo nei confronti dei protestanti. In stretto contatto con il cardinale Gian Pietro Carafa, e per questo assai temuto, fu spesso in conflitto con i francescani, che avevano il compito di condurre i processi inquisitoriali in città, e con i Tre savi all'Eresia. Questa condotta cominciò a suscitare critiche anche nella Curia romana, per esempio dal cardinale Marcello Cervini (futuro papa Marcello II).
All'inizio del 1551, in qualità di avvocato canonista, prese le difese dei barnabiti i cui membri forestieri cacciati dal Consiglio dei dieci preoccupati dal proselitismo che la Congregazione faceva in città. D'altro canto, nel febbraio 1552 il Sant'Uffizio chiese a Grisonio di condurre un'inchiesta sui barnabiti veneziani, dato che in altre città essi avevano mostrato posizioni eterodosse.
Il 24 marzo 1558 papa Paolo IV lo nominò commissario inquisitoriale per l'Istria, la Dalmazia e il Friuli. Le autorità erano allarmate specialmente da Vergerio che dal 18 al 25 marzo aveva soggiornato a Duino, in territorio austriaco ma non lontano da Capodistria, e qui aveva incontrato parenti e sostenitori. Le indagini del Grisonio iniziarono da Capodistria il 27 aprile: interrogò i parenti dell'ex vescovo, sequestrò i suoi libri e condannò due seguaci ad abiurare. La reazione di Vergerio non tardò a venire e in un libro da lui pubblicato nello stesso anno lo definì «monsignor "Animale" Grisonio, quel pover chietino».
Nel corso del nuovo incarico si occupò anche degli ecclesiastici indegni e concubinari; tra gli altri, mise sotto inchiesta il vescovo di Capodistria Tommaso Stella e condannò il vescovo di Parenzo Pietro Gritti. Si occupò anche del vescovo di Veglia Alberto Gliričić, da tempo in conflitto con la comunità cittadina e al centro di una serie di denunce e controdenunce. Operò poi nelle diocesi di Ossero e Arbe interrogando centinaia di persone, emettendo condanne e ottenendo abiure.
Dovette interrompere la sua missione nell'ottobre successivo per ragioni di salute. Tornò quindi a Venezia, dove risultava il 16 dicembre ancora gravemente malato.
Ancora vivo nel giugno 1559, morì probabilmente qualche tempo dopo.